# 杰林多·博尔丁
杰林多·博尔丁（義大利語：Gelindo Bordin，1959年4月2日—），意大利前男子马拉松运动员。他曾获得1988年夏季奥运会男子马拉松比赛金牌。他是第一个获得奥运会马拉松比赛冠军的意大利人。